# Alfredo Lobos

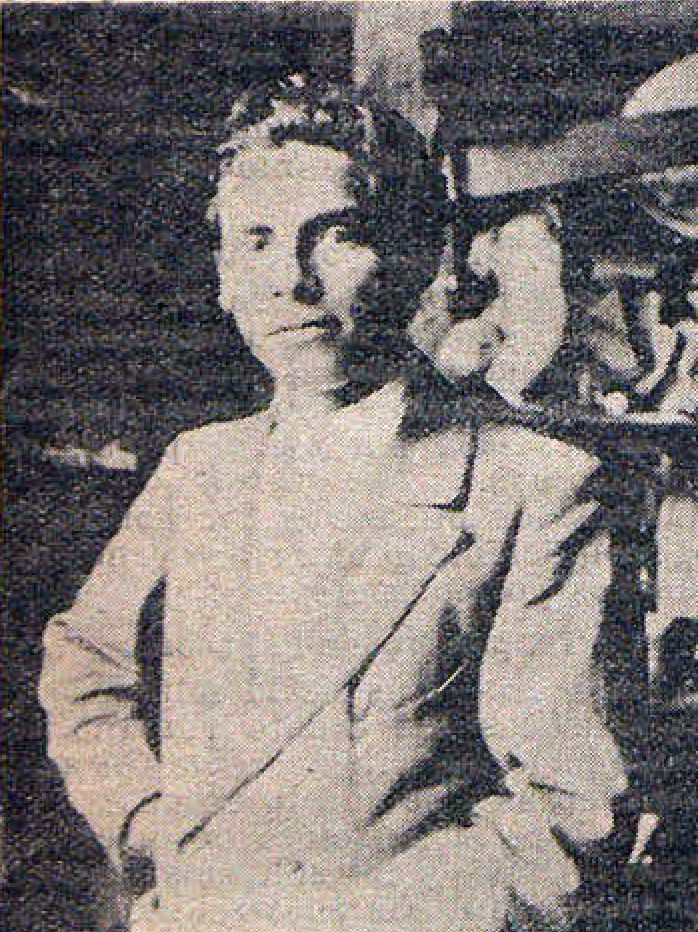
Alfredo Lobos

Alfredo Lobos Aranguiz (* 1890 in Rancagua; † 15. Januar 1917 in Madrid) war ein chilenischer Maler.
Gleich seinen Brüdern Enrique und Alberto Lobos studierte Alfredo bei Fernando Álvarez de Sotomayor an der Escuela de Belas Artes und zählte zur Malergruppe der Generación del Trece.
1916 unternahm er eine Reise nach Spanien und erkrankte dort schwer. Er starb am 15. Januar 1917, dem Vorabend der Eröffnung einer Ausstellung seiner Werke in der Sala el Ateneo. Mehrere seiner Gemälde befinden sich im Besitz des Museo Nacional de Bellas Artes und der Pinakothek der Universidad de Concepción.

## Werke
- En la Placeta del Abad
- El Generalife
- Fuente de las Adelfas
- El Patio Rojo
- La Pila
- Viejo Solar de Alcalá de Guadaira
- La Alhambra
- Rincón Campesino